# Andrův stadion
Andrův stadion (tłum. Stadion Andera) – stadion piłkarski w Ołomuńcu, w Czechach. Został otwarty w 1940. Jego pojemność wynosi 12 556 miejsc. Obiekt wyposażony jest w podgrzewaną murawę oraz oświetlenie o natężeniu 1676 luksów. Na stadionie swoje mecze rozgrywa Sigma Ołomuniec, jest on także areną zmagań reprezentacji Czech.

## Historia
Początki stadionu wiążą się z Josefem Anderem, ołomunieckim przedsiębiorcą i miłośnikiem futbolu. Pragnął on stworzyć w swoim mieście silną drużynę piłkarską oraz nowoczesny stadion, którego wówczas w Ołomuńcu brakowało. Zainicjował więc budowę obiektu na 20 000 miejsc rozpoczętą w 1938 i ukończoną w 1940. Jego ozdobą była żelbetowa trybuna usytuowana wzdłuż boiska, która została wysadzona pod koniec II wojny światowej przez wycofujące się niemieckie wojska (przed wysadzeniem Niemcy urządzili w niej skład amunicji). Tuż po wojnie na jej miejsce postawiono drewnianą trybunę, która służyła aż do 1976.
W 1950 zmieniono nazwę stadionu na Stadion Míru (Stadion Pokoju). W kolejnych latach stadion niszczał, bywały lata w których w ogóle nie był też używany. Zmieniło się to w 1969, kiedy to stadion otrzymała Sigma Ołomuniec. Przez pewien czas na stadionie prowadzono jedynie najpilniejsze prace remontowe. Pierwszą większą inwestycją było postawienie budynku klubowego z szatniami i biurami, gdyż zaplecze socjalne w drewnianej trybunie (zwanej potocznie "babička" (babcia)) było nie do wykonania. Wiosną 1977 zburzono w końcu drewnianą konstrukcję i rozpoczęto budowę głównej trybuny, którą ukończono w 1979. Po awansie Sigmy do I ligi pojemność obiektu okazała się niewystarczająca, stąd dobudowano metalową konstrukcję zwiększając liczbę miejsc dwukrotnie. Jako że Sigma na dłużej zagościła w I lidze, w 1985 rozpoczęto budowę nowej trybuny wzdłuż boiska, naprzeciwko już istniejącej. Postawiono ją w szybkim tempie i wiosną 1986 stadion mógł pomieścić już 6000 kibiców.
Po transformacji ustrojowej stadion stał się własnością spadkobierców jego założyciela. Został jednak odkupiony przez klub, a w dowód szacunku przywrócono mu dawną nazwę, powstałą od nazwiska Josefa Andera. W 1993 postawiono oświetlenie oraz wymieniono murawę. W 1998 wydłużono główną trybunę oraz zainstalowano na niej nowe siedzenia. W czasie pięciu tygodni za jedną z bramek powstała także południowa trybuna z 1802 miejscami. Latem 2000 zainaugurowano z kolei brakującą trybunę północną. Rok później wschodnia trybuna doczekała się miejsc siedzących. W latach 2009–10 zbudowano nową trybunę południową, mogącą pomieścić 1894 widzów oraz kolejnych 460 w skyboksach.

## Mecze reprezentacji

Na stadionie pięciokrotnie wystąpiła reprezentacja Czech. Dwukrotnie grała na nim również kadra Czechosłowacji:
| 27 marca 1991 | Czechosłowacja                                  | 4:0   | Polska |                                                    |
|               | Kuka 29' · Moravčík 42' · Pecko 80' · Daněk 83' | (2:0) |        | Mecz towarzyski Widzów: 8278 Sędzia: Alfred Wieser |

| 16 października 1991 | Czechosłowacja       | 2:1   | Albania     |                                                     |
|                      | Kula 35' · Lancz 39' | (2:0) | Zmijani 60' | El. ME 1992 Widzów: 2365 Sędzia: Michał Listkiewicz |

| 25 marca 1998 | Czechy                  | 2:1   | Irlandia  |                                                   |
|               | Šmicer 50' · Lasota 76' | (0:1) | Breen 10' | Mecz towarzyski Widzów: 9405 Sędzia: Attila Juhos |

| 21 sierpnia 2002 | Czechy                                 | 4:1   | Słowacja  |                                                       |
|                  | Koller 31', 64' · Rosický 70', 78' (k) | (1:1) | Németh 8' | Mecz towarzyski Widzów: 11986 Sędzia: Georgios Douros |

| 11 czerwca 2003 | Czechy                                                       | 5:0   | Mołdawia |                                                      |
|                 | Šmicer 42' · Koller 73' (k) · Štajner 82' · Lokvenc 88', 90' | (1:0) |          | El. ME 2004 Widzów: 12097 Sędzia: Kristinn Jakobsson |

| 7 września 2005 | Czechy                                 | 4:1   | Armenia     |                                                  |
|                 | Heinz 47' · Polák 52', 76' · Baroš 58' | (0:0) | Akowjan 85' | El. MŚ 2006 Widzów: 12015 Sędzia: Martin Hansson |

| 7 września 2010 | Czechy | 0:1   | Litwa      |                                              |
|                 |        | (0:1) | Šernas 25' | El. ME 2012 Widzów: 12038 Sędzia: Alon Yefet |